# Captain Newman
Captain Newman ist eine Mischung aus Kriegsfilm und Filmkomödie aus dem Jahr 1963. Der US-amerikanische Spielfilm wurde von David Miller nach dem Roman Captain Newman, M.D. von Leo Rosten inszeniert.

## Handlung
Der Neuropsychologe Captain Josiah Newman ist während des Zweiten Weltkrieges im Lazarett eines Luftwaffenstützpunktes im Südwesten der USA stationiert. Zu wenig Personal und zu wenig Hilfsmittel und Medikamente stellen Newman und seine Mitarbeiter vor schwere Probleme. Sie sind gezwungen zu improvisieren, was besonders Corporal Leibowitz auszeichnet. Weiterhin wird er von Lieutenant Francie Corum, mit der er ein Verhältnis hat, unterstützt und Lieutenant Grace Blodgett, die die Patienten liebevoll bemuttert.
Newman hat in der Regel sechs Wochen Zeit, seine Patienten zu heilen. Ansonsten werden sie in andere Einrichtungen geschickt. Einer der neuen Patienten ist Colonel Bliss, der an einem Schuldkomplex leidet. Bliss ist keiner Behandlung zugänglich und verübt Selbstmord. Corporal Tompkins hält sich selbst für einen Feigling, weil er einen Kameraden nicht aus dem brennenden Wrack des abgestürzten Flugzeuges retten konnte. Tompkins wird von Newman geheilt, doch er fällt gleich am ersten Tag nach seiner Rückkehr zum Dienst.
Der in Katatonie gefallene Captain Winston, der sich 13 Monate lang hinter feindlichen Linien versteckt hielt, wird eingeliefert. Newman gelingt es mit Hilfe von Mrs. Winston den Mann zu heilen. Newman, Leibowitz, Corum und Blodgett fahren fort mit der Behandlung ihrer Patienten, unter ihnen auch italienische Kriegsgefangene, mit dem Wissen, dass sie nach der Behandlung wieder zurück an die Front müssen.

## Kritiken
Das Lexikon des internationalen Films bemängelte, der Film sei eine Romanverfilmung, die etwas unentschieden zwischen dramatischer Spannung und komischer Unterhaltung pendelt.
Die Filmzeitschrift Cinema hingegen lobte, der Film sei top gespielt und bei allem Humor ernsthaft. Exzellente Darsteller halten die Balance zwischen Ernst und Komik.
Bosley Crowther von der New York Times schrieb, der größte Mangel des Films sei, dass er zwischen ernsten und komischen Situation bis zur Monotonie springe.

## Auszeichnungen
Der Film wurde mehrfach für Filmpreise nominiert, konnte jedoch keinen gewinnen. So gab es 1964 Oscarnominierungen in den Kategorien Bester Nebendarsteller (Bobby Darin), Bestes adaptiertes Drehbuch und Bester Ton (Waldon O. Watson). Vier Nominierung für den Golden Globe Award (Bester Film – Drama, Bester Hauptdarsteller – Drama, Bester Nebendarsteller und bester Film, der die internationale Verständigung unterstützt), zwei Nominierungen bei den Laurel Awards (4. Platz für Bobby Darin für die Top Male Supporting Performance und 5. Platz für Tony Curtis für die Top Male Comedy Performance) sowie eine Nominierung für den WGA-Award der Writers Guild of America folgten.

## Hintergrund
Der Film feierte am 25. Dezember 1963 seine Premiere. In Deutschland kam er erstmals am 16. Oktober 1964 in die Kinos.
Gedreht wurde auf der Militärbasis der United States Army Fort Huachuca.
1972 wurde eine gleichnamige Sitcom für das US-Fernsehen produziert, mit Jim Hutton und Joan Van Ark in den Hauptrollen. Die Serie wurde vom Sender ABC ausgestrahlt.